# Julien Wolfs
Julien Wolfs (Geldenaken, 1983) is een Belgisch klavecimbelspeler.

## Levensloop
Wolfs is de zoon van Jean-Luc Wolfs, een professioneel klavecimbelbouwer en Marie-Anne Dachy, een klavecimbel-speelster en docente.
Wolfs studeerde eerst klavecimbel bij zijn moeder aan de Muziekacademie van Geldenaken.
Hij vatte universitaire studies aan en werd met grootste onderscheiding kandidaat in de geologie aan de Universitaire Faculteiten van Namen. Hij beslist echter deze studies niet verder te zetten en zich integendeel op het klavecimbel toe te leggen.
Hij begon hiermee bij Menno van Delft aan het Conservatorium van Amsterdam. Hij behaalde er zijn Bachelor in 2007 en studeerde er verder om zijn mastergraad te behalen. Een uitwisseling met het Conservatoire National Supérieur de Musique in Lyon, liet hem toe de lessen te volgen van Françoise Lengellé. Hij vervolmaakte zich ook nog bij Bob van Asperen, Annelie de Man, Blandine Rannou en Davitt Moroney.
Als solist of met ensembles voor kamermuziek trad hij al op in het Festival de l’Eté Mosan, het Festival du Clavecin in Tourinnes, het Printemps des arts de Nantes, het Festival van Vlaanderen, het Festival de Wallonie, het Concertgebouw Amsterdam, de Vredenburg in Utrecht, de Chapelle Royale in het kasteel van Versailles, het Paleis voor Schone Kunsten in Brussel. Op clavichord heeft hij gespeeld voor de Dutch Clavichord Society.

## Competities
- 2006: finalist in de internationale wedstrijd voor kamermuziek ‘Van Wassenaer’ met het ensemble Alea
- 2007: Tweede prijs (ex aequo) in het internationaal klavecimbelconcours, in het kader van het Festival Musica Antiqua in Brugge en tevens de publieksprijs. Hij was de eerste Belg die, sinds het begin van het Concours in 1964, laureaat werd.
- 2009: Eerste prijs met het ensemble Les Timbres en de prijs voor de beste hedendaagse creatie bij het Festival Musica Antiqua.